# 陈乐民
陈乐民（1930年—2008年12月27日），欧洲问题研究专家，中国社会科学院欧洲研究所前所长、研究员，欧洲学会原会长。

## 生平简介
生于浙江，长在北京。幼时受家庭薰陶，读过中国旧学，颇喜书画并曾涉猎。于1950年从已经就读了一年的中法大学转考入清华大学二年级法语专业，1952年全国高校院系调整中随清华文科划归北大，1953年毕业于北京大学外国语言文学系。
自1950年代中至1960年代初曾任职于中国驻维也纳的民间外交机构，其间经常参加国际会议，并游历欧洲诸国。
“三年困难时期”听说国内情形后，表示愿与人民共苦。回国后果受其苦，下乡时曾因饥饿晕倒在水渠旁。后由于营养不良为时过久而致终身患代谢疾病（亦尝自记述孩子学名为“丰”即寓有当时对物阜民康之渴盼）。
经过长期游历见闻与读书思考的积累，亟愿脱离外事，转而从事研究工作。终于1970年代末如愿调入中国社会科学院西欧研究所（后改为欧洲研究所）任研究员，嗣后任所长。
此后，研究著述，讨论演讲，读书思考愈勤，至退休后亦不稍懈怠。其中贯穿的一个主要思想是：如今所谓之“西方”者种种，无不起源于近代欧洲；欲谈“开放”“接轨”，必应了解和研究欧洲文明。陈乐民既以欧洲问题研究闻名，故常被尊为欧洲学大家。他对西方作品系从原文接触，阅读思考涉及甚广，感受抒发皆蕴不凡。
生前膺选中国社会科学院荣誉学部委员。

## 著作

### 研究论述
- 《欧洲文明的进程 附：对话欧洲》生活·读书·新知三联书店，北京，2014.3 ISBN 978-7-108-04800-4
- 《欧洲与中国》生活·读书·新知三联书店，北京，2014.1 ISBN　978-7-108-04637-6
- 《读书与沉思》生活·读书·新知三联书店，北京，2014.1 ISBN　978-7-108-04075-6
- 《在中西之间——自述与回忆》生活·读书·新知三联书店，北京，2014.1 ISBN 978-7-108-04638-3
- 《敬畏思想家》生活·读书·新知三联书店，北京，2014.1 ISBN　978-7-108-04639-0
- 《战后西欧国际关系（1945~1984） 附：东欧巨变和欧洲重建（1989~1990）》生活·读书·新知三联书店，北京，2014.3 ISBN 978-7-108-04817-2
- 《２０世纪的欧洲 附：“欧洲观念”的历史哲学》生活·读书·新知三联书店，北京，2014.3 ISBN 978-7-108-04799-1
- 《戴高乐 / 撒切尔夫人》生活·读书·新知三联书店，北京，2014.3 ISBN 978-7-108-04816-5
- 《欧洲文明十五讲》 北京大学出版社，北京，2004.6 ISBN 978-7-301-06607-2

### 译著
- 《有关神的存在和性质的对话》（尼古拉·马勒伯朗士等著）生活·读书·新知三联书店，北京，1998.1 ISBN 978-7-108-01113-8

### 散文随笔
- 《文心文事》生活·读书·新知三联书店，北京，1992.12 ISBN 978-7-108-00504-5
- 《学海岸边》（与资中筠合集） 辽宁教育出版社，沈阳，1995.10 ISBN 7-5382-4262-7
- 《临窗碎墨》中国社会科学出版社，北京，2000.1 ISBN 7-5004-2555-4
- 《一脉文心——书画中的陈乐民》生活·读书·新知三联书店，北京，2010.4 ISBN 978-7-108-03431-1
- 《给没有收信人的信——陈乐民文存》广西师范大学出版社，桂林，2010.8 ISBN 978-7-563-39949-9